# Canal de Santa Maria
La Canal de Santa Maria és un barranc que discorre dins del terme municipal de la Vall de Boí, a la comarca de l'Alta Ribagorça, i dins el Parc Nacional d'Aigüestortes i Estany de Sant Maurici.
És afluent per la dreta de la Noguera de Tor. Té el naixement a 2.110 metres, a l'extrem sud-est de la Coma de l'Estapiella. El seu curs discorre cap al sud-est per desaiguar a la Noguera de Tor, a 1.476 metres d'altitud, a l'extrem nord del Balneari de Caldes de Boí.